# دار الجويني

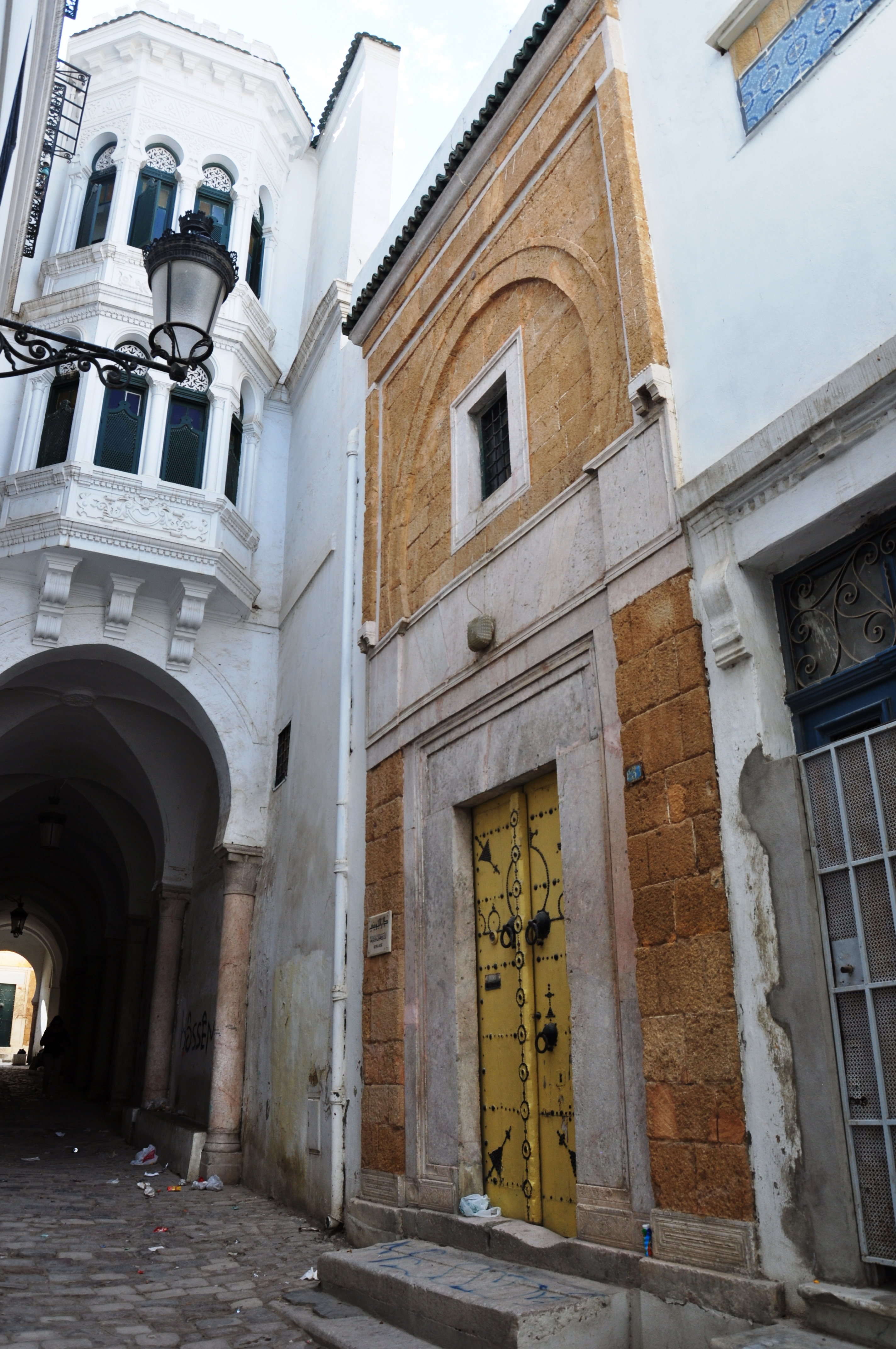
منظر لواجهة القصر «وسبط السرايا».

دار الجويني وتسمى أيضا دار رمضان باي، هو قصر يقع في مدينة تونس العتيقة، تحديدا في 3 نهج بئر الأحجار قرب ساحة رمضان باي.

## التاريخ
يرجع تشييد المبنى لأواخر القرن السابع عشر. في 1696، استقر فيه رمضان باي المرادي، إلا أنه حكمه لم يدم طويلا، حيث توفي في 1699. 

انتقل القصر إذا لأيدي الحسينيين، وقام حسين باي الأول بإعطائه لابن أخيه علي باي الأول ليسكن فيه. 

في 1912، ولد في هذا القصر الفنان والملحن علي الرياحي. فيما بعد، في 1936، اشترى القصر أحد الفلاحين الأثرياء، محمد الصادق الجويني، ومنذها أصبح القصر يحمل اسمه. 

في 30 يوليو 2002، تم تصنيف دار الجويني كمعلم تاريخي وأثري.

## مقالات ذات صلة
- قصور مدينة تونس